# Aya Medany
Aya Mahmud Abdallah Muhammad Medany (in arabo ية محمود عبد الله محمد مدنى‎?; Il Cairo, 20 novembre 1988) è una pentatleta egiziana.

## Palmarès
In carriera ha conseguito i seguenti risultati:
- Mondiali:

Budapest 2008: argento nel pentathlon moderno individuale.